# مارك بلانشارد
مارك بلانشارد (بالإنجليزية: Marc Blanchard)‏ هو بروفيسور أمريكي، ولد في 12 أكتوبر 1942 في البرتغال، وتوفي في 8 نوفمبر 2009.